# Keleti nevek magyar helyesírása
A Keleti nevek magyar helyesírása a magyar helyesírásnak az élő és kihalt keleti nyelvek átírását részletesen tárgyaló kötete.
Létrejöttéről 1963-ban döntött az MTA Elnökségi Helyesírási Bizottsága. Az előkészületek után a kidolgozás rendszeres munkája 1970-ben indult meg, s maga a kötet 1981-ben jelent meg az Akadémiai Kiadó gondozásában, Budapesten. A magyar helyesírás szabályai 1984-es kiadása még konkrétan hivatkozott rá a 220. pont alatt. A 2015-ben megjelent 12. kiadásban már csak egy általánosabb szöveg áll („Az egyes nem latin betűs nyelvekre vonatkozó magyaros átírás szabályait akadémiai kiadványok tartalmazzák.”).
A kötetben tárgyalt nyelvek közül a legújabb helyesírási kézikönyv, az Osiris-féle Helyesírás hatnak közli a mai magyar átírását (kínai, japán, koreai, héber/jiddis, arab és szanszkrit – ezeket lentebb „OH.” jellel jelöltük); a többi nyelvnél tehát a fenti kötet továbbra is irányadó értékű.
Az egyes részek az adott nyelvek ismertetésével kezdődnek, gyakran kitérve a hangállományukra és az átírás konkrét kérdéseire, majd egy szójegyzékkel zárulnak. Az illető nyelvek egyes jeleinek magyar megfelelőit, az átírás szabályait nem közli a kötet: ez csak az egyes alakokból következtethető ki félig-meddig, amennyiben ismerjük az eredeti írásmódot, ill. a nemzetközi formát.

## Szerzői
A kötet főszerkesztői Ligeti Lajos, illetve Terjék József voltak. Szerzőit a szakma legjobb tudósai közül igyekeztek kiválogatni: Bíró Margit (grúz), Csongor Barnabás (kínai), Ecsedy Ildikó (kínai, japán), Földi Ervin (Délkelet-Ázsia nyelvei), Hahn István (héber, ivrit), Istvánovits Márton (grúz), Iványi Tamás (arab), Jeremiás Éva (iráni), Kákosy László (ókori egyiptomi), Kakuk Zsuzsa (török), Kara György (mongol, Délkelet-Ázsia nyelvei), Komoróczy Géza (ékírásos nyelvek), Kőhalmi Katalin (mandzsu-tunguz), Major István (ind, dárd és dravida), Maróth Miklós (délarab, etióp), Mártonfi Ferenc (koreai), Róna-Tas András (a Szovjetunió keleti nyelvei), Sárközi Alice (mongol), Scher Tibor (ivrit), Schütz Ödön (örmény), Terjék József (tibeti), Töttössy Csaba (klasszikus ind), Wojtilla Gyula (klasszikus ind).

## Elvei
A tudományos átírás helyett azt a módszert választotta, amely a szűkebb magyar ábécé betűivel közelíti az eredeti alakokat, így mindenki számára érthetővé téve az olvasást, még ha ennek érdekében olykor több hangot kellett is ugyanazzal a magyar betűvel jelölni (pl. a háromféle arab h-t egyazon betűvel). A szabályos átírástól eltérően meghonosodott alakokat változatlanul hagyták (pl. a helyes sáh helyett az elterjedt sah, a mamlúk helyett mameluk, Himálaja helyett Himalája, Pejcsing helyett Peking).

## Tartalma
Terjedelme 960 oldal, amelyből 342-t (több mint harmadát) két mutató tesz ki (a földrajzi nevek, valamint a nevek és közszavak mutatója). Törzsanyagát kilenc nagyfejezet alkotja (részben történelmi, nagyrészt viszont rokonság szerinti, illetve tájegység szerinti bontásban):
1. Az ókori Kelet nyelvei
  1. Az óegyiptomi nyelv – 19 o.
  2. Az ékírásos nyelvek – sumer, akkád, kutú, amurrú, kassú, elámi, hurri, urartui, hettita, hatti, luvijai, ahhijavai, indoárja, kanaáni, hieroglif hettita, ugariti nyelv (az óperzsa nyelv az iráni fejezetben található) – 42 o.
  3. Bibliai nyelvek – héber és arámi nyelv – 16 o.
2. Sémi nyelvek
  1. Az arab nyelv – OH. – 62 o.
  2. Az ivrit nyelv – OH. – 12 o.
  3. A délarab nyelv és az etióp nyelvek – 8 o.
  4. A szír nyelv – 4 o.
3. Iráni nyelvek
afgán, beludzs, valamint középiráni, középperzsa, óiráni nyelvek, illetve az óperzsa és a kurd nyelv – 36 o.
4. Török nyelvek – 32 o.
  1. Török nyelvek
  2. Hódoltságkori török nevek és szavak
5. Mongol nyelvek – 24 o.
6. Dél-Ázsia nyelvei
  1. Ó- és középind nyelvek – szanszkrit (OH.), prákrit és páli nyelv – 16 o.
  2. Dél-Ázsia mai nyelvei – asszámi, bengáli, bihári, dárd, dravida, gudzsaráti, hindi, kannada, kasmíri, malajálam, maráthi, nepáli, orija, pahári, pandzsábi, rádzsasztáni, szingaléz, szindhi, tamil, telugu, tibeti, urdu nyelv – 61 o.
7. Délkelet-Ázsia nyelvei
burmai, khmer, lao, szanszkrit, thai – 17 o.
8. A Távol-Kelet nyelvei
  1. Kína nyelvei
    1. A kínai nyelv – OH. – 44 o.
    2. A tibeti nyelv – 24 o.
    3. Kína török nyelvei – 3 o.
    4. Kína mongol nyelvei – 8 o.
    5. Kína mandzsu-tunguz nyelvei – 6 o.

  2. A koreai nyelv – OH. – 16 o.
  3. A japán nyelv – OH. – 36 o.
9. A Szovjetunió keleti nyelvei
  1. A grúz nyelv – 18 o.
  2. Az örmény nyelv – 18 o.
  3. A Szovjetunió iráni nyelvei – 6 o.
  4. A Szovjetunió török nyelvei – 19 o.
  5. A Szovjetunió mongol nyelvei – 7 o.
  6. A Szovjetunió mandzsu-tunguz nyelvei – 5 o.

## Könyvészeti adatai és rövidítése
- Ligeti Lajos – Terjék József: Keleti nevek magyar helyesírása. (hely nélkül): Akadémiai. 1981.  ISBN 963052080x  Terjedelme 960 oldal.
- Szokásos rövidítése a hivatkozásokban: KNMH